# Mahabali Shera
Pour l’article homonyme, voir Singh.
Amanpreet Singh (né le 17 octobre 1990 à Chandigarh) est un catcheur (lutteur professionnel) indien connu  sous le nom de Mahabali Shera. Il travaille actuellement à Impact Wrestling.
Au cours de sa carrière il remporte le titre de champion du monde poids-lourds de la Ring Ka King.

## Carrière

### Ring Ka King (2011-2012)
Il commence sa carrière en Inde à la Ring Ka King (RKK), une fédération indienne créé par la Total Nonstop Action Wrestling, sous le nom de Mahabali Veera. 
Il participe au tournoi pour désigner le premier champion du monde poids-lourds de la RKK où il élimine Dr Nicholas Dinsmore le 18 décembre 2011 (diffusé le 28 janvier 2012) avant d'être éliminé par Scott Steiner le même jour (diffusé le 4 février),. Le 22 janvier durant l'enregistrement du 8 avril, il devient challenger pour le titre de champion du monde poids-lourds de la RKK en remportant une bataille royale. Le lendemain au cours de l'enregistrement du 21 avril, il met fin au règne de Sir Brutus Magnus. Deux jours après la diffusion de cette émission, il apparaît dans la dernière émission de la RKK où avec Chavo Guerrero Jr., Matt Morgan, Pagal Parinda et Roscoe Jackson il remporte un match par équipe face à Abyss, Deadly Danda, Scott Steiner, Sir Brutus Magnus et Sonjay Dutt. Cinq jours après la diffusion, la TNA annonce l'arrêt de la RKK malgré un succès d'après Dixie Carter, la présidente de la TNA.

### Total Nonstop Action Wrestling (2014-2017)

#### The Revolution  (2014-2015)
En septembre 2014, la Total Nonstop Action Wrestling (TNA) annonce la signature de Singh. 
Il change de nom de ring pour celui de Khoya et rejoint le clan The Revolution et remporte rapidement son premier match dans cette fédération face à Tigre Uno le 23 janvier 2015. Le 20 février, il est un des participants de la bataille royale pour désigner le challenger pour le championnat du monde poids-lourds de la TNA remporté par MVP.

#### Diverses rivalités et départ (2015-2017)
Lors de Slammiversary (2016), lui et Grado perdent contre The Tribunal (Baron Dax et Basile Baraka).
Le 13 novembre 2017, son départ est annoncé de la compagnie.

### World Wrestling Entertainment (2018)
Le 15 février 2018, la World Wrestling Entertainment (WWE) annonce qu'elle vient d'engager Singh et il va commencer à s’entraîner au WWE Performance Center. 
Le 18 septembre, la WWE décide de mettre fin à son contrat.

### Retour à Impact Wrestling (2019-...)
Le 21 avril 2019, il a été annoncé que Shera avait re-signé avec Impact Wrestling après sa libération de la WWE.

#### Desi Hit Squad (2019-2020)
Le 13 septembre 2019, il fait son retour à Impact! en tant que Heel en attaquant les Deanars et affirmant sa loyauté envers Gama Singh et il rejoint le Desi Hit Squad.

#### Retour, Alliance avec Rohit Raju et blessure (2020-2021)
Après des mois d'absence à cause de situation sanitaire, il fait son retour le 19 décembre à Xplosion en battant Fallah Bahh.
Le 2 février 2021, il fait son retour à Impact en aidant Rohit Raju a gagné contre TJP.

### Ohio Valley Wrestling (2019-...)
Le 22 octobre 2019, Shera a fait ses débuts à la Ohio Valley Wrestling en perdant Drew Hernandez dans un dark match. 
Le 10 décembre 2019 à Christmas Chaos en perdant avec Corey Storm, Dimes et Jax Dane contre The Legacy Of Brutality (Big Zo, Cash Flo, Hy-Zaya et Jay Bradley) dans un Steel Cage Match. 
Le 6 janvier 2020 à OVW Overdrive, il perd contre Jay Bradley. 
Le 9 janvier 2021, il fait son retour à la OVW, lors du Nightmare Rumble pour le OVW Heavyweight Championship qui a été remporté par Omar Amir.

## Palmarès
- Ohio Valley Wrestling
  - 1 fois OVW National Heavyweight Champion (actuel)

- Pro Wrestling All-Stars of Detroit
  - 1 fois PWAS Heavyweight Champion

- Ring Ka King
  - 1 fois RKK World Heavyweight Champion

- Slam Wrestling
  - 1 fois Slam Wrestling Heavyweight Champion

- Total Nonstop Action Wrestling
  - Global Impact Tournament (2015) avec Team International (Magnus, Drew Galloway, The Great Muta, Tigre Uno, Bram, Rockstar Spud, Sonjay Dutt et Angelina Love)
  - Sony SIX Invitational Trophy (2017)

## Récompenses des magazines
- Pro Wrestling Illustrated

| Année | 2012 | 2013 à 2014 | 2015 | 2016 | 2017 | 2018 à 2021 | 2022 | 2023 |
| ----- | ---- | ----------- | ---- | ---- | ---- | ----------- | ---- | ---- |
| Rang  | 138  | Non classé  | 179  | 190  | 253  | Non classé  | 388  | 293  |